# Ramón Rodríguez Vázquez
Ramón Rodríguez Vázquez (Monforte de Lemos, Lugo, 24 de agosto de 1998) es un futbolista español. Juega en la demarcación de guardameta y su equipo actual es el Betanzos CF.
Se formó en las categorías inferiores del Deportivo de La Coruña. Jugó varios partidos con el Fabril y fue convocado para un partido de liga con el primer equipo. En 2023 se proclamó campeón de la Copa de las Regiones de la UEFA con la selección gallega.

## Trayectoria
Natural de Neiras, en el municipio lucense de Sober, entró con ocho años en el CP Calasancio de Monforte, donde jugó hasta 2014 en sus categorías inferiores. 
En abril de 2014 disputa la Oviedo Cup, un torneo de fútbol cadete, con el Deportivo de La Coruña. En la temporada 2014/15 ficha por el equipo de La Coruña y juega en el Juvenil B.
En la temporada 2015/16 pasa a jugar en el Juvenil A del equipo coruñés. El 31 de enero de 2016 debuta con el Fabril en Tercera división, en el partido contra el Alondras CF disputado en Cangas. Esa temporada, también fue convocado por Víctor Sánchez del Amo para el partido del primer equipo contra el Sevilla FC en el Estadio Ramón Sánchez Pizjuán, jugado el 17 de abril de 2016.
En la temporada 2016/17 juega nuevamente en el Juvenil A, aunque también juega dos partidos con el Fabril. Los últimos ocho partidos de la temporada juega cedido en el juvenil del Santiago de Compostela CF.
En junio de 2017 llega al UD Somozas de la Tercera división, equipo en el que juega cedido por el Deportivo hasta enero. De enero a junio de 2018 juega cedido en el Atlético Arteixo, de Preferente. En la temporada 2018/19 ficha por el Atlético Coruña Montañeros, también en Preferente, en el que destaca por mantener la portería a cero varias jornadas consecutivas.
En la temporada 2019/2020 ficha por el Club Lemos, equipo que vuelve esa temporada a Preferente.
En junio de 2020 ficha por la SD Fisterra, recién ascendido a Tercera División. Tras jugar 6 de los primeros 11 partidos y no tener continuidad como titular, en enero de 2021 ficha por la SD Dubra, equipo de Preferente.
En julio de 2021 ficha por la UD Ourense, equipo descendido la temporada anterior a Preferente. En su primera temporada en el equipo consigue el regreso a Tercera Federación. En la temporada 2022/23 se clasifica para el playoff de ascenso a Segunda Federación.
En junio de 2023 se anuncia su regreso al Atlético Arteixo, equipo de Tercera Federación. Para la temporada 2024/25 ficha por el Betanzos CF, equipo de la misma categoría.

### Selección gallega
Ramón fue convocado con la selección gallega en juveniles de segundo año y en alevines de segundo año.

#### Copa de las Regiones de la UEFA
En octubre de 2022 fue convocado para los tres partidos que Galicia disputó de la fase intermedia de la Copa de las Regiones de la UEFA. Fue titular en los tres, encajando un único tanto y consiguiendo el combinado gallego la clasificación para la fase final del torneo.
En la fase final disputada en Galicia en junio de 2023, Ramón fue titular en los tres partidos del Grupo A en el que quedó encuadrada la selección gallega y que se resolvieron con tres victorias frente a Irlanda, Zenica-Doboj y Baviera. También fue titular en la gran final disputada en A Lomba contra Belgrado, en la que Galicia se proclamó campeona del torneo.

## Estadísticas
| Club                                | División   | Temporada | Partidos jugados | Goles encajados |
| ----------------------------------- | ---------- | --------- | ---------------- | --------------- |
| Deportivo Fabril · España           | 3.ª        | 2015-16   | 1                | 3               |
| Deportivo Fabril · España           | 3.ª        | 2016-17   | 2                | 2               |
| UD Somozas · España                 | 3.ª        | 2017-18   | 3                | 7               |
| Atlético Arteixo · España           | Preferente | 2017-18   | 10               | 18              |
| Atlético Coruña Montañeros · España | Preferente | 2018-19   | 22               | 26              |
| Club Lemos · España                 | Preferente | 2019-20   | 17               | 32              |
| SD Fisterra · España                | 3.ª        | 2020-21   | 6                | 12              |
| SD Dubra · España                   | Preferente | 2020-21   | 12               | 18              |
| UD Ourense · España                 | Preferente | 2021-22   | 25               | 15              |
| UD Ourense · España                 | 3ª RFEF    | 2022-23   | 21               | 23              |
| Atlético Arteixo · España           | 3ª RFEF    | 2023-24   | 19               | 24              |
| Betanzos CF · España                | 3ª RFEF    | 2024-25   |                  |                 |

## Palmarés

### Títulos continentales
| Título                          | Equipo  | Año  |
| ------------------------------- | ------- | ---- |
| Copa de las Regiones de la UEFA | Galicia | 2023 |